# Dressed to Kill Tour
Dressed to Kill Tour bylo čtvrté koncertní turné americké hardrockové skupiny Kiss. Turné bylo na podporu alba Dressed to Kill a konalo se po Spojených státech amerických v roce 1975.

## Seznam písní
1. „Deuce“
2. „Strutter“
3. „Go to Choose“
4. „Hotter than Hell“
5. „Firehouse“
6. „She“ (Ace Frehley; kytarové sólo)
7. „Nothin' to Lose“
8. „Room Service“
9. „Watchin' You“
10. „Two Timer“
11. „C'mon and Love Me“
12. „Let Me Know“
13. „Strange Ways“
14. „Rock Bottom“
15. „Parasite“
16. Gene Simmons; basové sólo
17. „100,000 Years“ (Peter Criss; sólo na bicí)

Přídavky:
1. „Cold Gin“
2. „Rock and Roll All Nite“
3. „Let Me Go, Rock 'n' Roll“

## Turné v datech
| Datum             | Město            | Stát                   | Místo                                 |
| ----------------- | ---------------- | ---------------------- | ------------------------------------- |
| 19. března 1975   | Northampton      | Spojené státy americké | Roxy Theater (2 koncerty)             |
| 20. března 1975   | Willimantic      | Spojené státy americké | Shaboo Inn                            |
| 21. března 1975   | New York City    | Spojené státy americké | Beacon Theatre (2 koncerty)           |
| 27. března 1975   | Kenosha          | Spojené státy americké | Kenosha Ice Arena                     |
| 28. března 1975   | Toledo           | Spojené státy americké | Toledo Sports Arena                   |
| 4. dubna 1975     | Hartland         | Spojené státy americké | Nordic Ice Arena                      |
| 5. dubna 1975     | Williamsport     | Spojené státy americké | Williamsport Auditorium               |
| 6. dubna 1975     | Washington, D.C. | Spojené státy americké | Lisner Auditorium                     |
| 8. dubna 1975     | Akron            | Spojené státy americké | Akron Civic Theatre                   |
| 9. dubna 1975     | Erie             | Spojené státy americké | Erie County Field House               |
| 11. dubna 1975    | Dayton           | Spojené státy americké | Palace Theater                        |
| 12. dubna 1975    | Normal           | Spojené státy americké | ISU Union Auditorium                  |
| 13. dubna 1975    | Kansas City      | Spojené státy americké | Memorial Hall                         |
| 15. dubna 1975    | Pittsburgh       | Spojené státy americké | Stanley Theatre                       |
| 17. dubna 1975    | Burlington       | Spojené státy americké | Burlington Memorial Auditorium        |
| 19. dubna 1975    | Palatine         | Spojené státy americké | William Fremd High School             |
| 21. dubna 1975    | Louisville       | Spojené státy americké | Memorial Auditorium                   |
| 22. dubna 1975    | Indianapolis     | Spojené státy americké | Indiana Convention Center             |
| 24. dubna 1975    | Johnson City     | Spojené státy americké | Freedom Hall Civic Center             |
| 25. dubna 1975    | Charlotte        | Spojené státy americké | Charlotte Park Center                 |
| 26. dubna 1975    | Fayetteville     | Spojené státy americké | Cumberland County Memorial Arena      |
| 27. dubna 1975    | Richmond         | Spojené státy americké | Richmond Coliseum                     |
| 29. dubna 1975    | Lansing          | Spojené státy americké | Lansing Metro Theater                 |
| 30. dubna 1975    | Columbus         | Spojené státy americké | Columbus Veterans Memorial Auditorium |
| 3. května 1975    | Upper Darby      | Spojené státy americké | Tower Theater                         |
| 4. května 1975    | Bedford          | Spojené státy americké | St. Peter Chanel High School Gym      |
| 6. května 1975    | Milwaukee        | Spojené státy americké | Riverside Theater                     |
| 8. května 1975    | Romeoville       | Spojené státy americké | Lewis University                      |
| 9. května 1975    | Ada              | Spojené státy americké | King Horn Center Gym                  |
| 10. května 1975   | Landover         | Spojené státy americké | Capital Centre                        |
| 11. května 1975   | Boston           | Spojené státy americké | Orpheum Theatre                       |
| 16. května 1975   | Detroit          | Spojené státy americké | Cobo Arena                            |
| 17. května 1975   | Johnstown        | Spojené státy americké | Cambria County War Memorial Arena     |
| 19. května 1975   | Saint Paul       | Spojené státy americké | St. Paul Civic Auditorium             |
| 22. května 1975   | Yakima           | Spojené státy americké | Capitol Theatre                       |
| 23. května 1975   | Medford          | Spojené státy americké | Medford Armory                        |
| 24. května 1975   | Seattle          | Spojené státy americké | Paramount Theatre                     |
| 25. května 1975   | Portland         | Spojené státy americké | Paramount Theatre                     |
| 26. května 1975   | Portland         | Spojené státy americké | Paramount Theatre                     |
| 27. května 1975   | Spokane          | Spojené státy americké | Spokane Coliseum                      |
| 29. května 1975   | Las Vegas        | Spojené státy americké | Sahara Space Center (2 koncerty)      |
| 30. května 1975   | Los Angeles      | Spojené státy americké | Shrine Auditorium                     |
| 31. května 1975   | Long Beach       | Spojené státy americké | Long Beach Arena                      |
| 1. června 1975    | San Francisco    | Spojené státy americké | Winterland Ballroom                   |
| 4. června 1975    | Salt Lake City   | Spojené státy americké | Terrace Ballroom                      |
| 6. června 1975    | Fresno           | Spojené státy americké | Warnors Theatre                       |
| 7. června 1975    | San Diego        | Spojené státy americké | San Diego Civic Theater               |
| 11. června 1975   | Denver           | Spojené státy americké | Denver Coliseum                       |
| 13. června 1975   | Tulsa            | Spojené státy americké | Tulsa Fairgrounds Pavilion            |
| 14. června 1975   | Austin           | Spojené státy americké | Austin Coliseum                       |
| 15. června 1975   | Corpus Christi   | Spojené státy americké | Memorial Coliseum                     |
| 18. června 1975   | Jackson          | Spojené státy americké | Jackson Sports Arena                  |
| 20. června 1975   | Salem            | Spojené státy americké | Salem Civic Center                    |
| 21. června 1975   | Cleveland        | Spojené státy americké | Cleveland Music Hall                  |
| 22. června 1975   | Charleston       | Spojené státy americké | Charleston Civic Center               |
| 25. června 1975   | Asbury Park      | Spojené státy americké | Asbury Park Convention Hall           |
| 26. června 1975   | Asheville        | Spojené státy americké | Asheville Civic Center                |
| 27. června 1975   | Asheville        | Spojené státy americké | Asheville Civic Center                |
| 28. června 1975   | Greenville       | Spojené státy americké | Greenville Memorial Auditorium        |
| 1. července 1975  | Port Chester     | Spojené státy americké | Capitol Theatre                       |
| 5. července 1975  | Tampa            | Spojené státy americké | Tampa Stadium                         |
| 20. července 1975 | Davenport        | Spojené státy americké | RKO Orpheum Theater (2 koncerty)      |
| 23. července 1975 | Wildwood         | Spojené státy americké | Wildwoods Convention Center           |
| 2. srpna 1975     | Baltimore        | Spojené státy americké | Baltimore Civic Center                |
| 3. srpna 1975     | Providence       | Spojené státy americké | Providence Civic Center               |
| 8. srpna 1975     | Syracuse         | Spojené státy americké | Onondaga County War Memorial Arena    |
| 9. srpna 1975     | Albany           | Spojené státy americké | Palace Theatre                        |
| 14. srpna 1975    | Boston           | Spojené státy americké | Orpheum Theater                       |
| 15. srpna 1975    | Saginaw          | Spojené státy americké | Wendler Arena                         |
| 16. srpna 1975    | Muskegon         | Spojené státy americké | L. C. Walker Arena                    |
| 17. srpna 1975    | Pekin            | Spojené státy americké | Pekin Memorial Stadium                |
| 18. srpna 1975    | Port Huron       | Spojené státy americké | McMorran Arena                        |
| 23. srpna 1975    | Hempstead        | Spojené státy americké | Calderone Concert Hall                |
| 24. srpna 1975    | Hazleton         | Spojené státy americké | Harman-Geist Stadium                  |
| 25. srpna 1975    | Harrisburg       | Spojené státy americké | State Farm Arena                      |
| 27. srpna 1975    | Owensboro        | Spojené státy americké | Owensboro Sports Arena                |
| 28. srpna 1975    | Indianapolis     | Spojené státy americké | Indiana Convention Center             |